# بوبر ریش‌دار شرقی
بوبر ریش‌دار شرقی (نام علمی: Criniger chloronotus) نام یک گونه از سرده بوبرهای موبلند است.